# 史景賢
史景賢（し けいけん、1921年2月3日 - 2009年9月16日）は、アウグスチノ会の聖職者で、洗礼名はニコラオ。中華人民共和国河南省カトリック帰徳教区（カトリック商丘教区）の司教で、当該教区の初の中国人司教で、バチカンと一致し、バチカンと政府が認可した司教であった。

## 生涯
史景賢は、1921年2月3日に中国河南省商丘市柘城県起台鎮史劉樓村で生まれ、後にアウグスチノ会の運営する神学校に入った。1940年1月16日に初請願を立て、その後に安徽省のイエズス会の運営する蕪湖神哲学院で、神学と哲学を専攻した。

### 叙階
史景賢は1948年6月29日に徐州で叙階され、叙階されてから間もなく、史景賢はスペイン人アウグスチノ会司教及び神父が追放されて出国したため、代理主教に委任された。その後、中国人修道士も解散を迫られ、司牧活動を進める術が無くなったので、病院で眼科の医者になった。
1958年、史景賢は逮捕されてあるレンガ工場に送られ、労動改造を受けた。3年後、仕事の態度のため、診療所に派遣された。文化大革命中は判決を受けて2年入獄した。出獄して帰郷し、母の世話をすることは出来たが、史景賢も村の指導者や村民から侮辱を受けた。
史景賢は1979年に無罪を獲得し、並在柘城県のある中学校で英語教師を1986年に退職するまで務めた。退職後の史景賢は教区の任務に戻り、海外のアウグスチノ会と連絡する策を講じた。

### 司教
史景賢は1991年に、香港にあるバチカンの機構の意を受けて後、カトリック西安教区李篤安大司教に秘密にカトリック商丘教区の司教に聖別され、当該教区初の中国人司教でもあった。彼は中国天主教会の自治、自養、自伝の方針を受け入れず、中国天主教愛国会にも加入しなかった。1999年5月13日、史景賢は教皇庁の同意の下に商丘市の司教座聖堂で公然と司教に着任し、中国天主教主教団に加わる声明を読み上げた。

### 病死
史景賢は2009年9月19日の夜8時20分に河南省商丘市商丘第一医院で病死した。88歳であった。その葬儀ミサは2009年9月22日に商丘市のイエズスの聖心司教座聖堂で行われ、その後亡骸は商丘市内を約1キロ進んでから、火葬された。